# Jann van Brugge
Jann van Brugge est le nom d’artiste d’Yves Guffroy, ingénieur, juriste et chercheur français dans le domaine de l’intelligence artificielle. Auteur de plusieurs publications sur les enjeux techniques et juridiques du cloud computing, il mène en parallèle une activité professionnelle de photographe depuis 2010, en tant que membre de l’Union des Photographes Professionnels (UPP).
Sous le nom de Jann van Brugge, il développe une œuvre photographique centrée sur la représentation architecturale et le portrait en noir et blanc.

#### Parcours
Issu d’une formation en ingénierie des systèmes d’information et en droit des affaires, Yves Guffroy construit une carrière dans le conseil et la recherche, avec un intérêt marqué pour la régulation de l’intelligence artificielle et les enjeux de souveraineté numérique. Il publie notamment sur les aspects techniques et juridiques du cloud computing.
Parallèlement à cette activité, il développe dès les années 2000 une pratique photographique plus personnelle, qu’il professionnalise sous le pseudonyme Jann van Brugge. Ce nom lui permet de distinguer sa démarche artistique de ses activités scientifiques et techniques.

#### Démarche artistique
La photographie de Jann van Brugge s’ancre dans une quête d’intemporalité et de sobriété. Travaillant essentiellement en noir et blanc, il s’intéresse aux formes, aux matières et aux présences silencieuses qui habitent les corps comme les bâtiments.
Ses portraits cherchent à dévoiler la densité intérieure des visages, tandis que ses photographies d’architecture explorent la mémoire des lieux, la vibration des pierres, les lignes d’ombre et de lumière. Il revendique une approche contemplative et épurée, loin des mises en scène spectaculaires. Ses clichés sont le plus souvent réalisés en lumière naturelle, dans un dialogue entre réalisme et intériorité.

#### Œuvre et activités
Jann van Brugge exerce en tant que photographe professionnel indépendant. Il réalise des portraits privés, des reportages architecturaux pour des entreprises ou institutions, et développe également des séries à vocation artistique.
Membre de l’Union des Photographes Professionnels depuis 2010, il participe ponctuellement à des événements culturels, notamment le Carnaval de Venise, qu’il photographie régulièrement, attiré par son imaginaire baroque et ses jeux de masques.

### Participation au Carnaval de Venise
Jann van Brugge est un habitué du Carnaval de Venise, événement auquel il participe régulièrement, tant comme photographe que comme passionné du costume et de la mise en scène. Attiré par la richesse symbolique, l’esthétique baroque et la théâtralité du carnaval, il y trouve un terrain d’expression privilégié pour explorer les thèmes de l’identité, du masque et de la dualité. Ses clichés, souvent réalisés en lumière naturelle dans les ruelles de la Sérénissime, traduisent une fascination pour les silences costumés, les gestes suspendus et les regards dissimulés.
1. ↑  Yves Guffroy, Aspects techniques et juridiques du cloud computing, Éd. Avéyo, 2013 (ISBN 978-2-9536349-0-7)
2. ↑  « TEMOIGNAGE-face-cachée-carnaval-Venise-masque-coulisses-VanBrugge-Rome-Italie-capitale-européenne-vidéo-photographie », sur lepetitjournal.com (consulté le 18 août 2025)